# Homaloptera tatereganii
Homaloptera tatereganii är en fiskart som beskrevs av Popta, 1905. Homaloptera tatereganii ingår i släktet Homaloptera och familjen grönlingsfiskar. Inga underarter finns listade i Catalogue of Life.